# Airport ’07
Airport '07 («Аэропорт-2007») — двенадцатая серия пятого сезона мультсериала «Гриффины». Премьерный показ состоялся 4 марта 2007 года на канале FOX.

## Сюжет
После посещения комедийного шоу о деревенщине Питер решает сам стать реднеком и покупает себе соответствующий автомобиль. Вскоре Питер врезается на нём в машину Куагмира, поэтому Питеру приходится везти его в аэропорт, так как тот работает там пилотом. В аэропорту Питер крадёт топливо из самолёта Куагмира, полагая, что это позволит его фургону взлететь. Естественно, вскоре после взлёта этот самолёт терпит аварию. Вследствие этого Куагмира увольняют с работы, и он переселяется к Гриффинам, пока не найдёт себе новую. Питер отказывается дальше быть реднеком.
Познакомившись с Куагмиром ближе, семья Гриффинов шокирована его сексуальным поведением, поэтому Лоис просит Питера помочь Куагмиру вернуть свою работу, и наконец-то выселить его. Питер, Куагмир, Джо и Кливленд придумывают план: Куагмир должен захватить самолёт, следующий в Нью-Йорк, а они переоденутся в стюардов. Они накачают наркотиками пилотов, а Куагмир аккуратно посадит судно. Однако в аэропорту на Куагмира находит наваждение, и он пропускает свою посадку, занимаясь сексом со служащей аэропорта. Его друзья уже на борту, экипаж обездвижен, а посадить самолёт некому.
Куагмир пьянствует в аэропорту, а случайно оказавшийся там Хью Хефнер даёт ему ценный совет: пойти в диспетчерскую, связаться с Питером и объяснить ему по радиосвязи, как посадить самолёт. Затея удаётся, самолёт садится, Куагмиру за этот подвиг возвращают его работу, Питера, Джо и Кливленда вскоре освобождают из тюрьмы, в которую их посадили за угон самолёта.

## Создание
Первоначально эпизод готовился к выходу под названием «Пользуйся и дальше поездами» («Keep on Truckin'»), но заголовок был изменён без объяснения причин.
Авторы сценария: Том Деванни и Марк Хентеманн
Режиссёр: Джон Холмквист
Композитор: Уолтер Мёрфи с оркестром из сорока́ инструментов.
Приглашённые знаменитости: Хью Хефнер (камео)
Большинство критиков приняли эпизод положительно.

## Интересные факты